# Mariaweiler

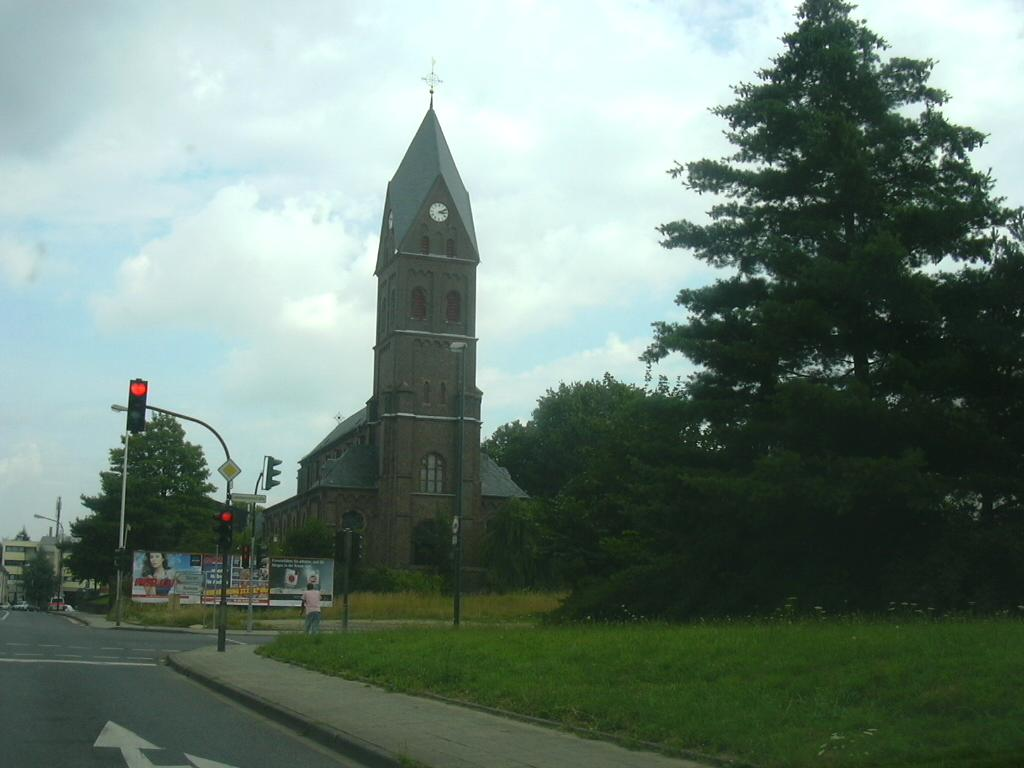
Die Pfarrkirche St. Mariae Himmelfahrt

Mariaweiler (Dürener Platt Melwiele) ist ein Stadtteil von Düren in Nordrhein-Westfalen.

## Lage
Mariaweiler liegt im Nordwesten der Stadt Düren. Nachbarstadtteile sind Hoven, das alte Dürener Stadtgebiet, Birkesdorf und Echtz. Am Ort entlang fließt die Rur. Durch den Ort fließt der Lendersdorfer Mühlenteich.

## Geschichte
Der Ort wird 973 erstmals urkundlich als Miluchwilere in einer Urkunde Kaiser Ottos II. erwähnt. In dieser ist Mariaweiler als Grenzort der fränkischen Wildbannbezirke Jülich und Köln genannt. Den Namen Miluchwilere führen die Etymologen auf das althochdeutsche miluh = Milch in Verbindung mit dem römischen villare zurück, welches in fränkischer Zeit zum wilre = Weiler wurde.
Bereits 1270 wird in Mariaweiler ein Frauenkloster, das Augustinerinnen-Konvent Nazareth, erwähnt. Letzte Reste des Klosters sind als Ruinenfragmente noch sichtbar.
In einer Urkunde vom 28. Januar 1351 wurde durch Papst Clemens VI. bestätigt, dass das Kloster Schwarzenbroich ein Patronatsrecht über die Pfarre Mariaweiler besaß.
Am 1. Januar 1972 wurde die Gemeinde Mariaweiler-Hoven in die Stadt Düren eingegliedert.

## Schulen
In Mariaweiler befindet sich eine von zwei Gesamtschulen der Stadt Düren, die Anne-Frank-Gesamtschule mit etwa 1000 Schülerinnen und Schülern.

## Kirche
Die heutige Kirche wurde 1878 neu erbaut. Die Pfarrgemeinde St. Mariae Himmelfahrt gehört mit den Pfarreien Merken, Derichsweiler, Echtz und Hoven seit dem 19. Mai 2004 zur Gemeinschaft der Gemeinden (GdG) Düren-Nordwest.
1932 wurde an der Ecke Lommessem- / Metallweberstraße das Christ-Königs-Denkmal errichtet.

## Wirtschaft
Bereits 1340 ist in Mariaweiler eine Mahlmühle erwähnt, die erst zum Kloster Nazareth gehörte und später Papiermühle vom Kloster Schwarzenbroich war. 1499 ist auch eine Kupfermühle nachgewiesen, die das in der Nähe abgebaute Kupfer verarbeitete, welches von den Augsburger Fuggern aufgekauft wurde. 1607 war sie aber schon nicht mehr Kupfermühle, sondern Ölmühle. Am 2. August dieses Jahres erhielt der Mitbesitzer Karsilius Hurth von Schoeneck die Konzession zur Umwandlung in eine Papiermühle. Zu dieser Zeit war die Kupfermühle ein landtagsfähiges Rittergut. Um 1820 gab es fünf verschiedene Mühlen im Ort, darunter auch Tuchmühlen. 1782 siedelte sich die Metalltuchfabrik Kufferath, die Firma GKD Gebrüder Kufferath und 1852 die Filztuchfabrik Thomas Josef Heimbach mit der Betriebskrankenkasse Heimbach an.
Mariaweiler hat sich vom bäuerlichen Dorf zum Industriestandort gewandelt.
Bis vor kurzer Zeit gab es im Ort noch eine Fabrik für fotografische Papiere und Filme. Hierbei handelte es sich um die TURA AG, gegründet 1901 in Wernigerode/Harz, die 1948 nach Mariaweiler kam. Mit Umsätzen von über 30 Mio. DM war das Unternehmen ein führender Hersteller von Fotofilmen für verschiedene Bereiche. Einwegkameras, Fotopapier und vieles mehr rundeten das Angebot ab. Da die digitale Fotografie immer mehr zunahm, diese Neuerung aber „verschlafen“ wurde, musste die TURA AG im Jahre 2005 Insolvenz anmelden. Seit 2019 werden die inzwischen unter Denkmalschutz stehenden Fabrikgebäude zu Altenwohn- und -pflegeeinrichtungen umgebaut.

## Verkehr
Mariaweiler war seit der ersten Besiedlung um etwa 200 ein wichtiges Straßenkreuz. Eine Nord-Süd-Achse verband das Kastell Jülich mit der Eifel. Diese Straße wurde von der Rhein-Maas-Straße gekreuzt, die in Höhe des Ortes über die Rur führte. Später war dies die Aachen-Frankfurter Heerstraße.
Vom 20. Juli 1912 bis zum 28. Februar 1970 hatte Mariaweiler einen Bahnhof an der Ringbahn der Dürener Kreisbahn (DKB). Dieser diente in erster Linie dem Güterverkehr und dem Anschluss der Filztuchfabrik Thomas Josef Heimbach. Von 1951 bis 1955 fuhren im Berufsverkehr auch Personenzüge nach Birkesdorf-Süd und Distelrath.
Heute ist Mariaweiler durch ein gut ausgebautes Straßennetz aus allen Richtungen zu erreichen. Der Ort wird von den AVV-Buslinien 206 und 237 des Rurtalbus erschlossen. Bis zum 31. Dezember 2019 wurde die Linie 206 von der DKB, die Linie 237 vom BVR Busverkehr Rheinland bedient. Zusätzlich verkehrt an Wochenenden ein Nachtbus.
| Linie | Verlauf |
| ----- | --- |
| 206   | Düren Kaiserplatz – StadtCenter – Bahnhof/ZOB – Birkesdorf – (Mariaweiler – Echtz Badesee) / Hoven – Echtz                                                                                              |
| 237   | Düren Bf/ZOB – StadtCenter – (Mariaweiler Gesamtschule –) Mariaweiler – Echtz Badesee – Echtz – Geich – Obergeich – D’horn – (Schlich –) Merode – Pier – Jüngersdorf – Langerwehe Markt – Langerwehe Bf |
| N4    | Nachtbus: nur in den Nächten Fr/Sa und Sa/So Düren Bf/ZOB → Kaiserplatz → Mariaweiler → Schophoven → Inden/Altdorf → Lamersdorf → Langerwehe → Gürzenich                                                |

## Vereine, Vereinigungen
- Maigesellschaft 1873 Mariaweiler
- Fußballclub Rhenania Mariaweiler e. V. 1919
- Tennisclub Grün-Weiß Mariaweiler
- Löschgruppe Mariaweiler der Freiwilligen Feuerwehr Düren
- Karnevalsverein Melwiler Ströpp e. V. 1991
- Singgemeinschaft 1983 Mariaweiler
- Tischtennisclub 1950 Mariaweiler e. V.
- Bewohnerinitiative Mariaweiler e. V.
- Club der Ehemaligen der Maigesellschaft 1873 Mariaweiler
- Geschichts- und Heimatverein Mariaweiler e. V. 2000
- Kegelgeschwader C-19 Mariaweiler

## Denkmalgeschützte Bauwerke
In das Denkmalverzeichnis der Stadt Düren sind unter der Gruppe 9 folgende Baudenkmäler eingetragen:
- Filztuchfabrik (T.-J. Heimbach, ehem. Krutzmühle)
- Immunitätsmauer des ehem. Klosters Nazareth, Torbogen der Immunitätsmauer
- Christ-Königs-Denkmal
- Zum Getzerhof gehörige Villa Maria
- Kath. Pfarrkirche St. Mariae Himmelfahrt
- Ehem. Bürgermeisteramt
- Ehem. Villa Pytlik
- Ehem. Schalthaus
- Ehemalige Tura AG
- Getzer Hof